# Traité de Westminster (1353)
Pour les articles homonymes, voir Traité de Westminster.
Calais (1347) Mantes (1354)
Le traité de Westminster est signé le 1er mars 1353 entre Jean le Bon et Édouard III d'Angleterre et met fin à la première phase de la guerre de Succession de Bretagne. Le traité prévoit la reconnaissance par le roi d'Angleterre de Charles de Blois comme duc de Bretagne, en échange d'un versement de 300 000 écus et de la signature d'une alliance perpétuelle entre la Bretagne et l'Angleterre, concrétisée par l'union du fils de Jean de Montfort avec la fille du roi Édouard III.
L'assassinat de Charles de La Cerda par les hommes de Charles le Mauvais empêche l'obtention de la dispense papale indispensable au mariage des deux cousins et fait capoter les négociations de paix.